# サカサクラゲ
サカサクラゲ（学名: Cassiopea ornata）は、根口クラゲ目サカサクラゲ科の一種。 
和名の通り逆さなのでこの名がついた。海外では、アップサイド・ダウン・ジェリーとも呼ばれる。

## 概要
幅10 - 12cm。平らな傘を持つ。暖海の浅海域に生息。 刺胞で餌を捕らえたり、褐虫藻を育て、光合成させ、エネルギーを利用し、成長する。

## 毒
この種は刺し傷を伴うような刺胞をもち、症状は軽度の痛み、発疹、腫れなどある。 あと、刺胞の含んだ液体を海中に放ち、近づくと刺されたり、アレルギーを起こす。